# 100 paraguayos dicen
100 paraguayos dicen es un programa de concursos paraguayo emitido por el Trece y presentado por Dani Da Rosa. Es la adaptación local del programa estadounidense Family Feud, creado por Mark Goodson.

## Historia
En abril de 2022 se anunció el programa y que sería presentado por Dani Da Rosa. En abril se llevó a cabo el primer casting y posteriormente se anunció que el programa se estrenaría el 20 de junio. La primera temporada concluyó el 30 de diciembre.  El 11 de julio de 2024, se anunció una nueva temporada. El 7 de agosto, se anunció que la nueva temporada se estrenaría el 12 de agosto.

## Participantes
Además de la participación de familias comunes y corrientes del país, también participan personajes «famosos» como presentadores de televisión, modelos, actores y cantantes.